# Acoplamiento de Cadiot-Chodkiewicz
El acoplamiento de Cadiot-Chodkiewicz es una reacción orgánica que consiste en el acoplamiento entre un alquino terminal y un haloalquino catalizada por una sal cuprosa Cu(I) como por ejemplo el bromuro de cobre (I) y una amina como base. El producto de la reacción es un dialaquino.

## Mecanismo
El mecanismo de reacción implica la desprotonación del extremo acetilénico con la formación de un acetiluro cuproso. Un ciclo de adición oxidativa y eliminación reductiva en el átomo de cobre genera el nuevo enlace carbono-carbono.
{\displaystyle {\begin{array}{c}{\mathsf {R^{1}{-}C{\equiv }C{-}X\ +\ Cu{-}C{\equiv }C{-}R^{2}\xrightarrow {\displaystyle {\text{Adici}}{\acute {o}}{\text{n oxidativa}}} {\underset {\text{Intermediario de Cu(III)}}{R^{1}{-}C{\equiv }C{-}{\overset {\displaystyle X \atop \vert }{Cu}}{-}C{\equiv }C{-}R^{2}}}}}\\{\mathsf {\xrightarrow {\displaystyle {\text{Eliminaci}}{\acute {o}}{\text{n reductiva}}} CuX\ +\ R^{1}{-}C{\equiv }C{-}C{\equiv }C{-}R^{2}}}\end{array}}}

## Aplicación
Hay estudios respecto a la aplicación del acoplamiento de Cadiot-Chodkiewicz en la síntesis de cicloalquinos a partir de cis-1,4-dietinil-1,4-dimetoxiciclohexa-2,5-dieno. Este compuesto es también el material de partida para el derivado dibromado a través de NBS y nitrato de plata: 
El acoplamiento se lleva a cabo en metanol con piperidina, clorhidrato de hidroxilamina y bromuro cuproso.